# Андреев, Сергей Сергеевич (футболист)
Сергей Сергеевич Андреев (2 октября 1960) — советский и российский футболист, нападающий, судья, тренер.

## Биография
В качестве игрока провёл два сезона в соревнованиях мастеров — в 1983—1984 годах во второй лиге СССР в составе рязанского «Спартака». Также играл за коллективы физкультуры Рязанской области.
В 1989—2000 годах работал главным и боковым арбитром на матчах низших лиг чемпионата СССР и России.
В 1996—1997 годах возглавлял клуб «Агрокомплект», с которым стал чемпионом Рязанской области 1997 года.
Во второй половине 2006 года был главным тренером женского клуба высшей лиги России «Рязань-ВДВ», команда финишировала на четвёртом месте в чемпионате и стала полуфиналистом Кубка России.
В конце 2009 года назначен директором новосозданного клуба «Звезда» (Рязань). За четыре года выступлений команда ни разу не поднималась выше 11 места во втором дивизионе, а трансферная политика клуба и отношения директора с тренерами вызывали критику у специалистов. В феврале 2014 года был отправлен в отставку. Позднее работал заместителем директора в ДЮСШ «Сокол» (Рязань).